# Ischnognatha semiopalina
Ischnognatha semiopalina là một loài bướm đêm thuộc phân họ Arctiinae, họ Erebidae.